# المنظمة الوطنية للطفولة السورية
```
المنظمة الوطنية للطفولة السورية
 أو مايعرف ب منظمة طلائع البعث هي منظمة شعبية تربوية هادفة تضم الأطفال السوريين من الصف الأول وحتى الصف السادس من مرحلة التعليم الأساسي، وتهدف المنظمة إلى رعاية وتربية الأطفال والعمل على تنمية مواهبهم وقدراتهم وميولهم واتجاهاتهم عن طريق ممارسة الأنشطة اللاصفية في مراكز الأنشطة المختلفة كالمخيمات والأندية الصيفية والشتوية والمدارس التطبيقية واللقاء الطليعي الأسبوعي في المدارس والمهرجانات القطرية السنوية ومسابقات الرواد وغيرها من النشاطات المتنوعة.
[
1
]
```

## شعار المنظمة
عبارة عن ترس بداخله شمس تتوسطه دائرة تحوي طفل وطفلة ملونة بألوان علم الثورة العربية الكبرى.
- اللون الأسود: يرمز إلى عصر الخلفاء العباسيين
- اللون الأبيض: يرمز إلى عصر الخلفاء الأمويين
- اللون الأخضر: يرمز إلى عصر الخلفاء الراشدين
- اللون الأحمر: يرمز إلى دم الشهداء.

## الهيكل التنظيمي
المنظمــة:
```
منظمـة طلائـع البعـث فـي، وتضـم الفـروع القائمـة فيهـا على مستوى المحافظات السورية.
```

الفـرع:
```
هو تنظيم طلائع البعث في المحافظة، ويضم المناطق القائمة فيها.
```

المنطقة:
هي حلقة تنظيمية أساسية في سلسلة الهيكل التنظيمي لمنظمة طلائع البعث تربط بين الفرع والمدارس ويشمل إطارها التنظيمي مجموع المدارس الموجودة صمن الحيز الجغرافي للمنطقة التوجيهية ويراعى في تشكيلها واقع المحافظة من حيث التقسيمات الإدارية وحيز عمل الشعب الحزبية.
الوحدة:
هي المدرسة وتضم تنظيم طلائع البعث في مرحلة التعليم الأساسي (الصفوف الستة الأولى) وتشمل الفرق التي يتواجد فيها التنظيم.
الفـرقة (الفصل، الصف)
```
:
```

هي القاعدة الأساسية في التنظيم الطليعي، وتشكل على مستوى الشعبة الواحدة في مدارس التعليم الأساسي (الصفوف الستة الأولى) مهما بلغ عدد تلاميذها.
الطليعـة:
هي أصغر حلقة في التنظيم وتتكون من 7 – 9 أطفال يسكنون على طريق واحدة توصلهم إلى المدرسة.

## قيادة المنظمة
- رئيس منظمة طلائع البعث

الدكتور محمد عزت عربي كاتبي
- معاون وزير التربية لشؤون الطلائع والتعليم الأساسي

مها محمد كنعان
- رئيس مكتب التنظيم والإعداد

ياسر بديع صقر
- رئيس مكتب الثقافة

أميمة إبراهيم إبراهيم
- رئيس مكاتب (التقانة والإعلام والعلاقات الخارجية)

وضاح مصطفى سواس
- رئيس مكتب المسرح والموسيقى والفنون الشعبية

هبة محمد سعيد
- رئيس مكتب الفنون الجميلة

الرفيق هيسم أسد أبو مغضب
- رئيس مكتبي (المعسكرات + المالي)

محمد فارس الموسى
- رئيس مكتب الريادة

أحمد محمد حمادة